# 凌雲南鰍
凌雲南鰍（學名：Schistura lingyunensis）為輻鰭魚綱鯉形目條鰍科南鰍屬的其中一種。分布於亞洲中國廣西壯族自治區凌雲縣洞穴流域，體長可達6.2公分，棲息在洞穴底層水域，生活習性不明。

## 扩展阅读
維基物種上的相關：凌雲南鰍